# Heinrich-Joachim von Morgen
Heinrich-Joachim von Morgen (1. února 1902 Berlín – 27. května 1932 Nürburgring) byl německý automobilový závodník.

## Život
Heinrich-Joachim von Morgen pocházel z důstojnické rodiny, byl synem důstojníka, generála pěchoty a průzkumu, Curta von Morgena (1858-1928). I on sám byl důstojníkem armády. Jeho zájem o techniku ho přivedl k automobilismu, v němž se uplatňoval od počátku konstruktivně. Pro fanoušky byl známý pod přezdívkou „Buba“ a „Mungo“ a jeho talent byl ve své době srovnáván s velikány automobilismu jako byli Rudolf Caracciola či Manfred von Brauchitsch.

## Závodní kariéra
V Grand Prix debutoval v roce 1927 jako soukromý jezdec s vozem Amilcar na nově vybudované trati Nürburgring při inauguračním závodu Eifel. Do roku 1929 závodil na Amilcarech. Od roku 1930 závodil na Bugatti T35B, se kterým vítězil v národních a mezinárodních závodech na silnici i v závodech do vrchu. V následujících letech založil se svými krajany, amatérskými závodníky Ernstem Günthersburgpark Gallerem a Hermannem zu Leiningen závodní tým German Bugatti Team.
Na vozech Bugatti se účastnil nesčetných závodů nejen doma, ale i v zahraničí a během roku 1930 a 1931 dosáhl tak velkých úspěchů, že Automobilclub von Deutschland jej vyznamenal ke konci sezóny 1931 svým zlatým odznakem, vyznamenáním, které před ním z německých automobilových závodníků získal jedině Caracciola.

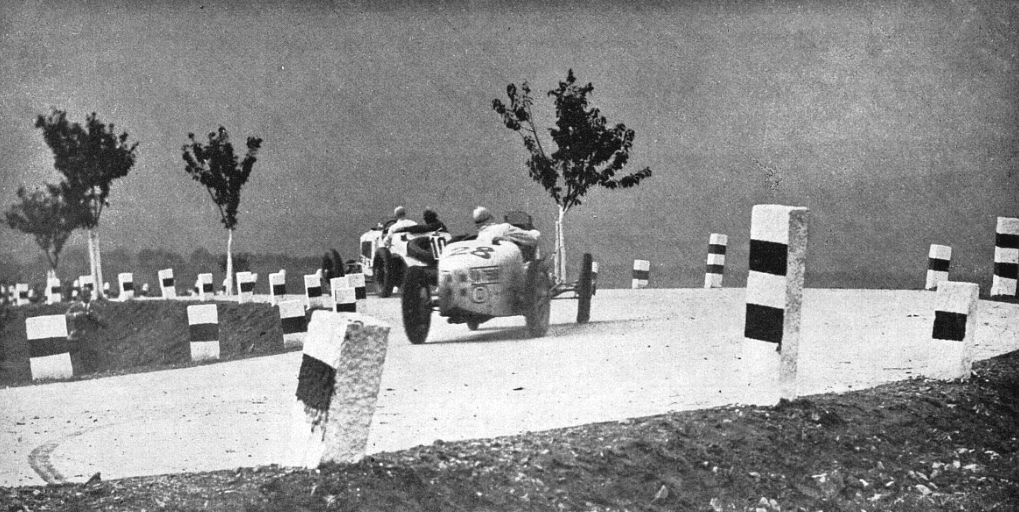
Masarykův okruh 28. září 1930, Heinrich-Joachim von Morgen/Bugatti 35B (st. č. 28) se snaží v ostrovačickém es předjet Rudolfa Caracciolu/Mercedes-Benz SSK (st. č. 10)

V roce 1930 vyhrál závod Eifel na Nürburgringu a na Leiningenově Bugatti Type 35C Masarykův okruh v Brně. V dramatickém závodu (1. Masarykův okruh), který zahájil slavnou éru automobilových závodů na Masarykově okruhu v letech 1930–1937, silnější kategorie na 17 kol (495,414 km), který odstartoval v 10 h dopoledne, zvítězil Heinrich-Joachim von Morgen (Bugatti 35B, osmiválcový motor, 2300 cm³, kompresor Roots, výkon 135 k/99 kW, max. rychlost 210 km/h) v čase 4:54:13 hod., když v posledním kole předjel – do té doby vedoucího - Tazia Nuvolariho (Alfa Romeo P2). Ten s velkým zpožděním dojel jen jako třetí, protože v době, kdy byl očekáván u cíle jako vítěz závodu, „visel“ na trati u Bosonoh s přehřátým motorem bez vody. Než se mu podařilo opatřit a doplnit vodu, předjeli ho von Morgen a Burggaller. K zajímavosti I. ročníku ještě patří to, že von Morgen sice odstartoval na Bugatti 35B (st. č. 28), ale do cíle dojel na slabším Bugatti 35C Leiningena (st. č. 30, osmiválcový motor, 1991 cm³, kompresor Roots, výkon 120 k/88 kW, max. rychlost 200 km/h). Propozice tuto záměnu v průběhu závodu umožňovaly.. Na Grand Prix de Lyon skončil na druhém místě za Bugatti továrního jezdce Louise Chirona a na třetím místě v Grand Prix Říma za Luigi Arcangelim (Maserati) a Guy Bouriat/Louis Chiron.
V roce 1931 obsadil za továrním Mercedesem Rudolfa Caraccioly na Eifelrennen (Nürburgring) a v závodě AVUS v Berlíně vždy druhé místo. Třetí byl v Brně a v Alexandrii. Kromě toho, v roce 1931 vyhrál horské závody do vrchu: Eibsee (Garmisch), Lückendorf (Sasko), Baden-Baden, Sudety (Ober Schreiberhau - dnes Szklarska Poreba, Polsko), Gaisbergrennen (Salcburk) v Rakousku a Ploskovice-Horní Řepčice (okres Litoměřice) v Československu (vše na Bugatti T35B). Na závěr československé vrchařské sezóny (13. září 1931) se jel III. ročník národního závodu do vrchu s mezinárodní účastí na trati Ploskovice - Horní Řepčice u Litoměřic. Ke trati dlouhé 4 km se stoupáním 94 m, maximálním 9% a s 10 zatáčkami se sjelo rekordních 40000 diváků a 70 strojů. Celkovým vítězem závodu se stal Heinrich-Joachim von Morgen na závodním Bugatti Type 35B. Startoval i na 2. ročníku závodu na Masarykově okruhu. Do vlastního závodu "nejlépe" odstartoval z 5. řady loňský vítěz von Morgen. Přestože se na startu "ulil" o 5 vteřin, neudržel vedení ani v 1. kole. Před zatáčkou k Novému Lískovci promeškal vhodný okamžik ke zpomalení a pokračoval rovně v jízdě směrem k Brnu. Než se otočil a vrátil na trať, předjela ho celá smečka. V závodě vyhrál poprvé Louis Chiron (Bugatti T51), druhý o kolo zpět dojel na Mercedesu SSKL Hans Stuck a třetí skončil von Morgen na Bugatti T51.

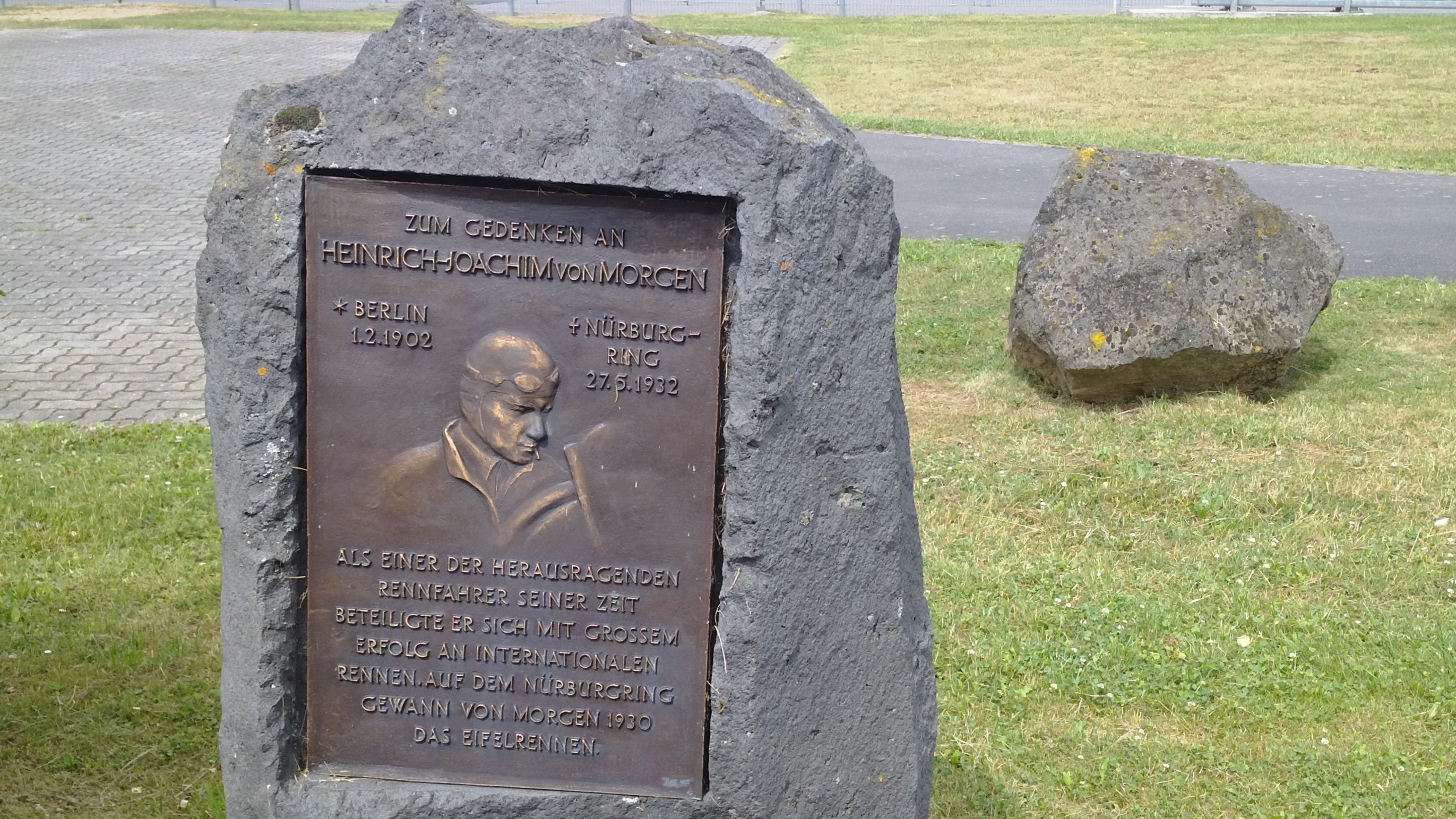
Pamětní deska na Nürburgringu (Heinrich-Joachim von Morgen)

Na začátku roku 1932 jel s Bugatti T54 na Grand Prix v Tunisku, ale v závodě nebyl úspěšný. Poté jezdil na voze Bugatti T51, který koupil od Itala Achille Varziho.
Zemřel v pátek 27. května 1932 krátce po 4. hodině odpoledne při nehodě během tréninku k eifelskému závodu na Nürburgringu. Příčina jeho smrtelné nehody nebyla zjištěna. Jezdci, kteří jeli za ním, našli jeho vůz před osmým kilometrem severní smyčky, při výjezdu z pravé zatáčky u Hatzenbachu, špičkou v pravém příkopu a zadkem na silnici. Po příjezdu sanitního vůzu, byl již mrtev. Zanechal po sobě těhotnou manželku Elfriede „Elfi“ Nieders, která tehdy byla závislá na morfinu po několika operacích kolena. V důsledku nehody se pokusila o sebevraždu a nebyla se schopna zúčastnit manželova pohřbu. V lednu 1933 se jim narodil syn, byl pojmenován Heinrich-Joachim junior, jeho kmotrem se stali automobiloví závodníci Hermann zu Leiningen a Manfred von Brauchitsch.

## Výsledky meziválečných Grand-Prix
- 1930: 3. GP Řím (Tři fontány) / 2. GP Lyon (Quincieux) / 1. GP ADAC EIFELRENNEN (Nürburgring, jižní smyčka)  / 1. GP Masarykův okruh
- 1931: 5. GP Tunis (Kartágo) / 3. GP Alessandria (Circuito di Pietro Bordino) / 2. GP ADAC EIFELRENNEN (Nürburgring, jižní smyčka) / 2. GP AVUS-RENNEN (Avus)/ 3. GP Masarykův okruh
- 1932: 3. GP Řím (Circuito del Littorio)

## Vítězné závody do vrchu
- Lückendorf (Žitava), 26. května 1929, Amilcar[12]
- Schauinsland (Freiburg), 17. srpna 1930, Bugatti T35B[6]
- Opatija (Abbazia)-Monte Maggiore (Učka), 14. září 1930, Bugatti T35B
- Eibsee Bergstraße (Garmisch), 31. ledna 1931, Bugatti T35B
- Lückendorf (Žitava), 17. května 1931, Bugatti T35B
- Baden-Baden (Bühler Höhe), 28. června 1931, Bugatti T35B
- Gaisberg (Salcburk), 9. srpna 1931, Bugatti T35B
- Riesengebirgsrennen Ober-Schreiberhau (Krkonošský horský závod, Szklarska Poręba), 23. srpna 1931, Bugatti T35B
- Ploskovice-Horní Řepčice, 13. září 1931, Bugatti T35B